# 辛德·里尼
辛德·里尼（英語：Snyder Rini；1948年7月27日—），所罗门群岛政治人物，前任所罗门群岛总理。

## 政治生涯
1997年，辛德·里尼首次当选国民议会议员。2006年4月，里尼在新一届大选后当选新一任总理，随即引发全国骚乱。街头抗议人士指责里尼偏袒中国商人，要求里尼下台。里尼随即于4月26日宣布辞职。